# NGC 4758
NGC 4758 este o galaxie situată în constelația Părul Berenicei. A fost descoperită în 21 martie 1784 de către William Herschel. Se află la o distanță de 12,08 megaparseci de Pământ.